# Davor Duronjic
Davor Duronjić (Zenica, 20 december 1982) is een voormalig Belgisch korfbalinternational en huidig korfbalcoach.
Duronjić werd geboren in het toenmalige Joegoslavië (heden: Bosnië) en kwam op jonge leeftijd naar België.

## SpelersCarrière

### Clubverband
Davor Duronjić speelde bij de Boeckenberg Panters, waarmee hij in 2007, 2008 en 2009 Belgisch zaalkampioen werd. In 2008 won hij met Boeckenberg ook de Belgische beker.
Hij was ook lid van het Belgisch korfbalteam die vice-wereldkampioen werd in 2007.
In 2009 stapte Duronjić over naar Nederland om te spelen in de prestigieuze Korfbal League bij PKC. Hij speelde alle 22 wedstrijden en scoorde 64 goals en was hiermee de derde scorende heer, achter Leon Simons en Laurens Leeuwenhoek. PKC werd 4e in de competitie maar werd verslagen in de play-offs. In de kleine finale werd het ook verslagen en werd het 4e van Nederland.
In 2010 stapte Duronjić, na 1 jaar in Nederland te hebben gekorfbald weer over naar Boeckenberg. Met deze ploeg werd hij in 2012 en 2013 zaalkampioen van België.
In 2010 werd Davor Duronjić tweede in het officieus NK 1-tegen-1 korfbal.
In 2016 stopte Duronjić als speler.

### Diamonds
In 2006 werd Duronjić geselecteerd voor het Belgisch korfbalteam door toenmalig bondscoach Luc Tossens.
Zo speelde hij mee op onderstaande internationale toernooien:
- EK 2006
- WK 2007
- World Games 2009
- EK 2010
- World Games 2013
- EK 2014
- WK 2015

## Coach
Na zijn carrière als speler is Duronjić coach geworden bij Riviera KC. In 2018 werd hij coach bij Boeckenberg.
In dit seizoen (2018-2019) stond Boeckenberg in geen van de Belgische finales.
Na 1 seizoen bij Boeckenberg stopte hij daar en werd hij wederom coach bij Riviera.
In seizoen 2019-2020 werden de competities niet uitgespeeld, vanwege COVID-19.
Sinds het seizoen 2023-2024 is Duronjić aan de slag bij korfbalclub verde.

## Schorsing
Tijdens de Europese Kampioenschappen voor -21-jarigen te Portugal leverde Duronjic een positief urinestaal af. Zijn testosterongehalte lag te hoog en ook het B-staal was positief. Op 29 oktober 2003 lichtte Duronjić zijn ploeg in dat hij voor een periode van twee jaar geschorst werd. Na beroep werd de schorsing ongedaan gemaakt.